# Комаров, Александр Николаевич (Герой Советского Союза)
Александр Николаевич Комаро́в (15 июля 1922 — 17 августа 1982) — советский военный моряк, краснофлотец. Участник Советско-японской войны. Герой Советского Союза (14.09.1945).

## Биография
Александр Николаевич Комаров родился в крестьянской семье в деревне Изюк Тевризской волости Тарского уезда Омской губернии.
С 1939 года, после окончания педагогического училища, работал директором начальной школы.
7 июля 1941 года был призван на военную службу в Красную Армию, направлен на прохождение службы на Тихоокеанский флот. В боевых действиях принимал участие с начала советско-японской войны.
13 августа 1945 года в составе передовой группы морского десанта из 177 человек произвёл высадку в японском порту Сейсин (Сэйсин). Разведгруппе удалось закрепиться в районе и атаковать противника. Задачей разведчиков стал захват и удержание железнодорожного моста, атака советских солдат была остановлена огневой пулемётной точкой японцев. Александр Николаевич Комаров, рискуя своей жизнью, подполз к японскому дзоту и забросал его гранатами, в этой схватке он получил первое ранение. Японцы вынуждены были отступить, завязались уличные бои, в которых группа, в составе которой находился Комаров, атаковала грузовой автомобиль с японцами. В этом бою Александр Николаевич в схватке один на один уничтожил японского офицера.
Вскоре Сэйсин был захвачен, но атаки японцев не прекращались, в один из самых тяжёлых эпизодов сражения комсоргом Комаровым было установлено красное знамя, которое несомненно воодушевило бойцов.
В ходе прорыва группы из окружения Комаров совершил ещё один подвиг, спас своего командира от верной гибели от рук японцев.
В соответствии с указом № 7143 Президиума Верховного Совета СССР от 14 сентября 1945 года Александру Николаевичу Комарову за образцовое выполнение боевых заданий командования на фронте борьбы с японскими милитаристами и проявленные при этом мужество и героизм было присвоено звание Героя Советского Союза.
После окончания войны Александр Николаевич Комаров продолжил прохождение службы на флоте, в 1953 году закончил Военно-политическую академию. В 1974 году Комаров вышел в запас в звании капитана 1 ранга.
После выхода на пенсию работал директором туристической базы.
Александр Николаевич Комаров скончался 17 августа 1982 года. Похоронен на Ново-Волковском кладбище.

## Награды
- Награждён орденом Ленина, орденом Красной Звезды и медалями.

## Память
- Именем Комарова названы улица и район парка отдыха в селе Тевриз Омской области.